# ROC de Charleroi-Marchienne
Nezaměňovat s jiným klubem z Charleroi - R. Charleroi SC.

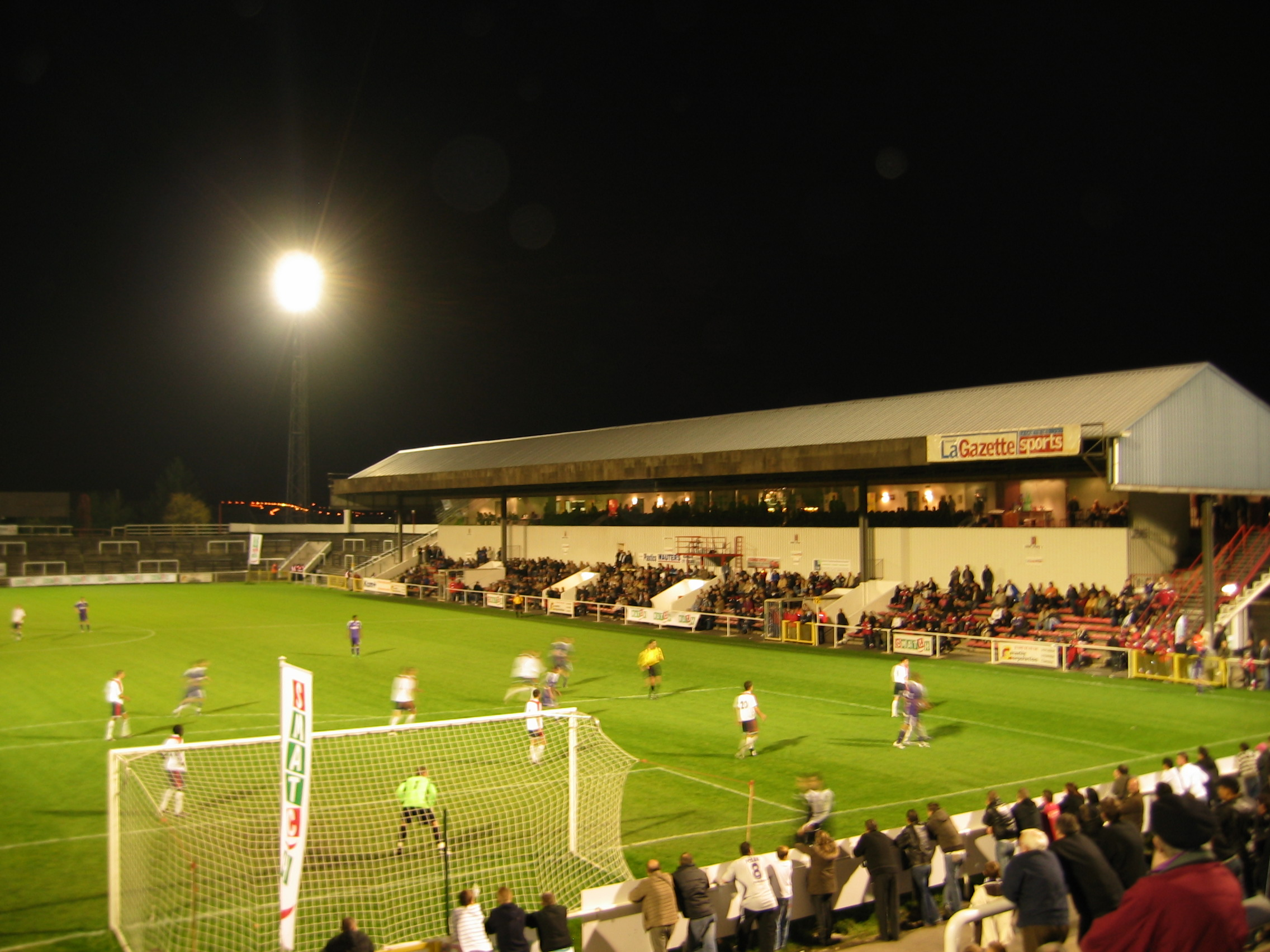
Stade de la Neuville

ROC de Charleroi-Marchienne (celým názvem Royal Olympic Club de Charleroi-Marchienne, zkráceně Olympic Charleroi) je belgický fotbalový klub z města Charleroi. Byl založen roku 1912 jako Olympic Club Charleroi, domácím hřištěm je Stade de la Neuville s kapacitou 12 164míst. Klubové barvy jsou černá a bílá.
Od roku 1982 do roku 2000 se jmenoval Royal Olympic Club Charleroi, poté se sloučil s klubem RA Marchienne a přijal název Royal Olympic Club de Charleroi-Marchienne.

## Logo
Klubové logo je v černé a bílé barvě a tvoří jej hlava psa (buldoka). Pod ní je zkratka ROCCM.

## Názvy
- Olympic Club Charleroi
- Royal Olympic Club Charleroi
- Royal Olympic Club Monignies-sur-Sambre
- Royal Olympic Club Charleroi
- Royal Olympic Club Charleroi-Marchienne

## Úspěchy
- Belgická 2. liga (Tweede Klasse) – 2× vítěz (1936/37, 1973/74)[3]

## Soupiska
K únoru 2014
| Číslo |            | Pozice | Hráč             |
| ----- | ---------- | ------ | ---------------- |
| 1     | Japonsko   | B      | Akihiro Hayashi  |
| 3     | Belgie     | O      | Stéphane Stassin |
| 4     | Francie    | Z      | Samuel Dog       |
| 5     | Itálie     | O      | Damiano Crestani |
| 6     | Itálie     | Z      | Nicolas Pedini   |
| 7     | Belgie     | O      | Filippo Porco    |
| 8     | Ghana      | Z      | Prince Bobby     |
| 9     | Madagaskar | Ú      | Faed Arsène      |
| 10    | Belgie     | Ú      | Thomas Nélis     |
| 12    | Belgie     | O      | Keevin Terwagne  |
| 13    | Francie    | O      | Wilfried Remy    |

| Číslo |                                | Pozice | Hráč                  |
| ----- | ------------------------------ | ------ | --------------------- |
| 14    | Belgie                         | Z      | Constantin Balcaen    |
| 18    | Itálie                         | Ú      | Anthony Benazzi       |
| 19    | Konžská demokratická republika | Z      | Raphaël Mutombo Kupa  |
| 20    | Konžská demokratická republika | Ú      | Tcho-Tcho Nzuzi       |
| 21    | Černá Hora                     | Z      | Srđan Lopičić         |
| 22    | Nizozemsko                     | O      | Thomas Van Den Houten |
| 23    | Turecko                        | Z      | Erdem Sen             |
| 24    | Belgie                         | B      | Jonathan Bourdon      |
| 26    | Ghana                          | Z      | Stanley Afedzie       |
| 30    | Belgie                         | B      | Samuel Forlini        |
| 76    | Belgie                         | Z      | Steven Godfroid       |

## Známí hráči
- Henri Coppens
- Cas Janssens